# Loyal (Wisconsin)
Loyal es una ciudad ubicada en el condado de Clark en el estado estadounidense de Wisconsin. En el Censo de 2010 tenía una población de 1.261 habitantes y una densidad poblacional de 350,02 personas por km².

## Geografía
Loyal se encuentra ubicada en las coordenadas 44°44′12″N 90°29′45″O / 44.73667, -90.49583. Según la Oficina del Censo de los Estados Unidos, Loyal tiene una superficie total de 3.6 km², de la cual 3.6 km² corresponden a tierra firme y (0%) 0 km² es agua.

## Demografía
Según el censo de 2010, había 1.261 personas residiendo en Loyal. La densidad de población era de 350,02 hab./km². De los 1.261 habitantes, Loyal estaba compuesto por el 98.26% blancos, el 0.24% eran afroamericanos, el 0.48% eran amerindios, el 0.24% eran asiáticos, el 0% eran isleños del Pacífico, el 0.56% eran de otras razas y el 0.24% pertenecían a dos o más razas. Del total de la población el 1.03% eran hispanos o latinos de cualquier raza.